# CMASA C.S.15
Il Cmasa CS. 15 o Corsa Stiavelli 15 o Stiavelli CS.15 è stato il progetto di un aereo da record del 1940, mai realizzato a causa dei sopravvenuti eventi bellici, progettato dall'ing. Lucio Lazzarino, che si sarebbe dovuto costruire presso le Costruzioni Meccaniche Aeronautiche SA (CMASA), una controllata Fiat a Pisa.
Avrebbe utilizzato il motore Fiat AS.8, un motore aeronautico da competizione a 16 cilindri a V raffreddato a liquido, prodotto dalla Fiat a Torino su progetto degli ingegneri Fessia e Bona; il motore era capace di una potenza di 2 250 CV.

## Storia
Il progetto, denominato Corsa Stiavelli 15, fu diretto dal responsabile dell'ufficio tecnico della CMASA Manlio Stiavelli; sovraintendevano al progetto il generale U. Savoja per conto di Fiat e il generale Mario Bernasconi per conto della Regia Aeronautica.
Il velivolo venne progettato dall'ing. Lucio Lazzarino per volare ad oltre 800 Km/h, in modo da superare il record mondiale di velocità appartenente a Fritz Wendel, conseguito il 26 aprile 1939 con una velocità di 755,138 km/h, ottenuta con il Messerschmitt Me 209 (V1).
Il progetto del motore venne sviluppato nell'ottobre 1939, dall'ing. Tranquillo Zerbi, padre del Fiat AS.6, e dall'ing. Carlo Felice Bona; in un secondo tempo per la morte di Zerbi, fu seguito dal prof. ing. Antonio Fessia che si occupò della messa a punto di una versione del motore per usi militari, il Fiat A.38.
Il nuovo motore FIAT AS.8 era l'evoluzione del Fiat AS.6 che era stato montato sul Macchi-Castoldi M.C.72, l'aereo del record di Francesco Agello con i suoi 709,209 km/h.
Il Fiat AS.8 era un 16 cilindri con due bancate contrapposte di 8 cilindri a 45°, ed era in grado di raggiungere la potenza di 2 250 cv a 3 200 giri al minuto per far girare due eliche coassiali controrotanti.
Il 10 giugno 1940, all'entrata dell'Italia in guerra, una cellula per prove statiche in galleria del vento era stata praticamente ultimata, e faceva prevedere una velocità di punta di 850 km/h.
A causa delle vicende belliche, da quel momento il lavoro procedette con grandissimi rallentamenti; inoltre, il CS.15 venne danneggiato da diversi raid aerei fatti poco prima dell'armistizio dell'8 settembre 1943. La fabbrica fu poi requisita dai tedeschi facendo disperdere il lavoro fin ad allora fatto.
Alcune fonti ritengono che un esemplare dell'aereo sia stato portato in Germania, in realtà il velivolo risulta storicamente scomparso.
Invece un esemplare del motore Fiat AS.8 è sopravvissuto alla guerra ed è presente nel Museo Storico dell'Aeronautica Militare di Vigna di Valle.

## Tecnica

### Cellula
L'aereo progettato per consentire una velocità di punta di 850 km/h, era piccolo e leggero. Completamente in legno rivestito con fogli di duralluminio aveva una sezione frontale molto ridotta, inoltre, aveva due eliche bipala coassiali controrotanti di 2,20 m di diametro.
La cabina di pilotaggio era prevista a poppa addossata e ben raccordata alla base anteriore della deriva verticale. 
Il peso a vuoto stimato del CS.15 era di soli 1 910 kg, mentre il suo peso totale era di 2 270 kg, con un'autonomia di volo di soli 30 minuti.

### Motore

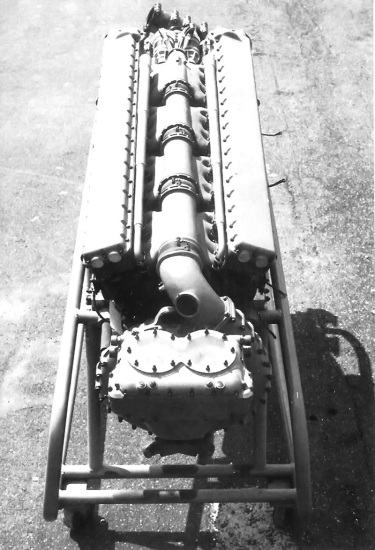
Fiat AS.8 vista posteriore

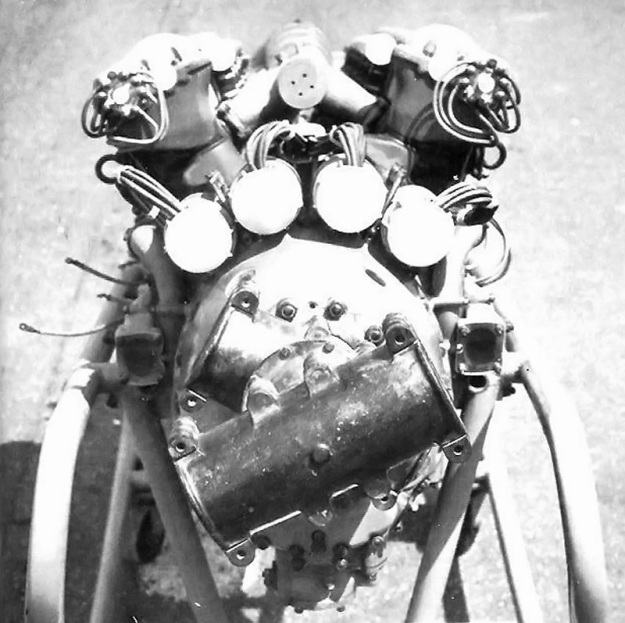
Fiat AS.8 vista frontale

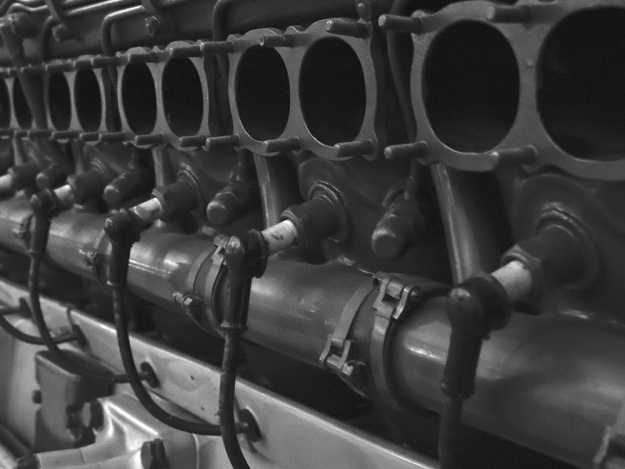
Fiat AS.8 particolare

Il motore aveva 16 cilindri che erano disposti a V con angolo di 45° in due gruppi da 8 cilindri ciascuno, con i ruotismi che comandavano la distribuzione in corrispondenza del gruppo riduttore. Il motore, strategicamente per il progetto, aveva una sezione trasversale minima, anche inferiore al Fiat AS.6 cui si ispirava; il compressore, in grado di sviluppare una pressione massima di 1 350 mmHg, era del tutto simile a quello montato sul predecessore AS.6 del quale aveva quasi la stessa dimensione cilindri. L'alesaggio era di soli 2 millimetri in più rispetto l'AS.6, e di conseguenza pistoni, bielle, valvole, così come il sistema di alimentazione che era molto simile a quest'ultimo.
Il gruppo riduttore era collegato a due eliche controrotanti, con un movimento comandato da un unico ingranaggio riduttore a doppia uscita; al contrario dell'AS.6 che aveva le eliche controrotanti indipendenti, con un moto che si originava da due alberi motori in tandem.
L'albero a gomiti dell'AS.8 era unico e aveva 8 supporti al banco per prevenire le possibili oscillazioni; con un albero motore così lungo, gli ingranaggi che comandavano la distribuzione furono previsti in prossimità del riduttore, dove l'oscillazione era massima, al fine di limitarla.
Nelle prove al banco effettuate agli inizi del 1940, il motore venne collaudato per decine di ore ad alti giri senza problemi e, anche se era stato valutato per una potenza massima di circa 2 000 CV, ha fornito fino a 2 500 CV a 3 200 giri/min; la pressione media effettiva era 18,35 kg/cm2 a fronte di un valore di 16,8 per l' AS.6 a 3 100 giri/min. Vantava una robustezza eccezionale con oltre 100 ore di funzionamento ininterrotto, mentre il predecessore AS.6 vantava soltanto un'ora come limite massimo di utilizzo. Era in grado di raggiungere una potenza di 1 CV/KG di peso, valore mai raggiunto a quell'epoca da nessun motore.
- Cilindrata: 34,482 L
- Alesaggio: 140 mm
- Corsa: 140 mm
- Spostamento: 34,482 dm3
- Sistema di distribuzione della miscela: DOHC 4 valvole per cilindro
- Rapporto di compressione: 6.5
- Alimentazione: carburatori a depressione
- Compressore: a fase centrifuga
- Riduttore: con doppia uscita per eliche controrotanti coassiali, con rapporto di riduzione 1: 1.666
- Accensione: doppia con quattro magneti
- Potenza max: 2 250 CV s.l.m.  a 3 200 giri/min
- Peso a secco: 790 kg
- Peso specifico: 0,35 kg/CV
- Potenza specifica: 65,25 CV/litro
- Anno di costruzione: 1939-1940
- Quantità: sconosciuta (pochi esemplari)
- Aerei di destinazione: Fiat-CMASA CS15

### Sistemi ed Impianti
Il raffreddamento era molto particolare poiché usava le ali come superficie di scambio termico, mentre l'olio motore veniva raffreddato mediante un raffreddamento superficiale nella parte posteriore della coda del velivolo.
Aveva un'ala media ellittica con un'apertura di soli 9,00 m ed una lunghezza di appena 8,91 m. Era, inoltre, previsto un semplice carrello trapezoidale retrattile in fusoliera con un pattino retrattile posteriormente.